# Женченко Віктор Васильович
Ві́ктор Васи́льович Же́нченко (11 жовтня 1936, с. Оболонь Семенівський район, Полтавська область — 28 жовтня 2021, м. Київ) — український співак (бас), поет та перекладач. Виконавець пісень, романсів, арій українських та чужоземних композиторів. Член Національної спілки письменників України (з 1975), Заслужений артист України, Заслужений діяч мистецтв України. Працював в Українському фонді культури.

## Життєпис
Віктор Женченко народився 11 жовтня 1936 року в с. Оболонь на Полтавщині в родині педагогів. Під час німецько-радянської війни втратив батьків. З 1943 року його виховували в Хорольському дитячому будинку. Закінчив Харківську державну консерваторію.
Помер від ускладнень COVID-19.

## Творчість
Працював у Донецькому театрі опери та балету (1960—1962), Ташкентському театрі опери та балету ім. Алішера Навої (1962—1965), з 1965 року — соліст Київської державної філармонії. Заслужений артист Української РСР.
Виконував партії:
- Виборний («Наталка Полтавка» Миколи Лисенка);
- Мефістофель («Фауст» Шарля Ґуно);
- Кончак, Галицький («Князь Ігор» Олександра Бородіна);
- Сальєрі («Моцарт і Сальєрі» Миколи Римського-Корсакова);
- Гремін («Євгеній Онєгін» Петра Чайковського).

### Поетичні збірки
- «Струна» (1971);
- «Батькова скрипка» (1974);
- «Сонячний бік вулиці» (1980);
- «У сяйві тополиних грацій» (1983);
- «Яринчин віночок» (1984);
- «Поезії» (1986);
- «Зневаж свій страх» (1997);
- «Зорова поезія» (2000);
- «Спрага на двох» (2001);
- «Живу» (2006).

### Переклади
Перекладав з казахської, узбецької; окремі переклади з татарської, білоруської, московської, азербайджанської, латвійської та інших мов. Упорядник та перекладач антології хорватської поезії «У цей страшний час» (1996).
З узбецької
- «Пісні Узбекистану» (1972);
- «Повісті» X. Назіра (1975);
- «Пригоди Турткоза» С. Анарбаєва (1984);
- окремі твори Зульфії, Сайяра, М. Бабаєва, Е. Вахідова, А. Ібодінова, Л. Махмудова.

З казахської
- «Удвох із батьком» К. Найманбаєва (1983).

## Відзнаки
- Заслужений артист Української РСР
- Почесне звання Заслужений діяч мистецтв України (1997)[1]
- Лауреат літературної премії імені Андрія Малишка часопису «Дніпро»[2].
- Кавалер орденів Святого Рівноапостольного Князя Володимира Великого, Святого Архистратига Михаїла.

## Родина
Син — Ігор (нар. 1962), художник книги, маляр краєвидів, дизайнер, видавець, викладач. Член Національної спілки художників України, голова правління Київської спілки художників книги. Очолює видавництво «Жнець», викладає дизайн в Інституті журналістики Київського університету імені Бориса Грінченка. Донька Ярина — провідна орудуща з міжнародного туризму, син Василь — співробітник поліції; двоє онуків — Євгеній та Станіслав.
Невістка — Марина, редактор, педагог, доцент Навчально-наукового інституту журналістики Київського національного університету імені Тараса Шевченка. Головний редактор київського видавництва «Жнець».